# Bernardo Suaza
Bernardo Albeiro Suaza Arango (Retiro, 28 november 1992) is een Colombiaans wielrenner die sinds 2025 rijdt voor Orgullo Paisa

## Carrière
In 2014 wist Suaza in drie van de vier etappes van de Ronde van de Isard bij de beste tien renners te eindigen en vijfde te worden in het eindklassement. Vier dagen later stond hij aan de start van de Ronde van Gironde, waar hij negentiende wist te worden. In juli stond Suaza aan de start van de proloog van de Ronde van de Aostavallei, waarin hij de achtste tijd neerzette. Door een vierde plaats in de eerste etappe nam hij de leiderstrui over van zijn ploeggenoot Diego Ochoa. Nadat hij de trui na de tweede etappe af moest staan aan Manuel Senni heroverde hij de leiding in het klassement door zesde te worden in de derde rit in lijn. In de laatste etappe, een individuele tijdrit, werd Suaza derde. Dit was genoeg om de eindoverwinning op te eisen. In de tweede etappe van de Ronde van Colombia in 2016 kwam hij, één seconde na Juan Pablo Suárez, als tweede over de finish.
Doordat zijn ploeg een stap hogerop deed werd Suaza in 2017 prof. Dat jaar werd hij onder meer achttiende in de Klasika Primavera en in het eindklassement van de Ronde van Madrid en nam hij deel aan de Ronde van Spanje, waar hij uiteindelijk 49e zou worden in het eindklassement.

## Overwinningen
2014
Eindklassement Ronde van de Aostavallei
2018
Bergklassement Ronde van Xingtai

## Resultaten in voornaamste wedstrijden
| Jaar | Ronde van Italië | Ronde van Frankrijk | Ronde van Spanje |
| ---- | ---------------- | ------------------- | ---------------- |
| 2017 |                  |                     | 49e              |

## Ploegen
- 2014 –  4-72-Colombia
- 2016 –  Manzana Postobón Team
- 2017 –  Manzana Postobón Team
- 2018 –  Manzana Postobón Team
- 2019 –  Manzana Postobón Team (t.m. 24 mei)
- 2020 –  Equipo Continental Supergiros
- 2021 –  Team Medellín-EPM
- 2023 –  Petrolike (v.a. 1 juli)
- 2024 –  Petrolike
- 2025 –  Orgullo Paisa

Aguirre · Betancur · Bohórquez · Goikoetxea · Higuita · Molano · Muñoz · Osorio · Paredes · Parra · Restrepo · Reyes · Sierra · Suaza · Suesca · Villegas
Aguirre · Amador · Bohórquez · Bol · García · Higuita · Molano · Orjuela · Osorio · Paredes · Piedra · Reyes · Sierra · Suaza · Vilela · Villegas · Chía (stagiair) · Rivera (stagiair) · Ruiz (stagiair)
Aguirre · Amador · Bohórquez · Bol · Duarte · García · Higuita · Molano · Orjuela · Osorio · Paredes · Parra · Reyes · Sierra · Suaza · Vilela · Villegas